# Муравленко, Сергей Викторович
Серге́й Викторович Муравленко (род. 2 марта 1950, Жигулёвск, Куйбышевская область) — депутат Государственной думы 4-го, 5-го и 6-го (2011 — 2016 годы) созывов, член комитета по природным ресурсам и природопользованию, фракция КПРФ.
Занимал пост председателя совета директоров НК «ЮКОС» с 1997 по июнь 2003 года, бывший член президиума центрального политсовета движения «Россия». Бывший член совета директоров «ЮКОС».

## Биография
Сын Виктора Муравленко — первого руководителя Тюменского производственного управления нефтяной и газовой промышленности. Мать — Клавдия Захаровна Муравленко, домохозяйка. Старший брат — Валерий Викторович Муравленко, нефтяник. Окончил Тюменский индустриальный институт с квалификацией «горный инженер» по специальности «разработка нефтяных и газовых месторождений» в 1972 г. Работал на разработке нефтяного месторождения Самотлор участковым геологом. В 1970-е годы занимал должности начальника промысла, главного инженера и генерального директора производственного объединения «Юганскнефтегаз».
В 1987 году окончил Академию народного хозяйства при Совете Министров СССР. Действительный член Академии горных наук.
В 1993 году распоряжением премьера Виктора Черномырдина был назначен президентом и председателем совета директоров «ЮКОСа». После приватизации «ЮКОСа» в 1995 году Муравленко сохранил пост председателя совета директоров «ЮКОСа». 23 мая 1996 года на годовом собрании акционеров ЗАО «Роспром» избран председателем совета директоров «Роспрома», который объединял 30 предприятий и являлся промышленным холдингом группы «Менатеп».
В 2001 году председатель правления «ЮКОСа» Михаил Ходорковский называл Муравленко в числе реальных совладельцев компании. В 2002 году «ЮКОС» назвал Муравленко в числе бенефициаров Group MENATEP Ltd, которому принадлежит 61 % акций «ЮКОСа».
В 2004 году занял 73 место в списке богатейших людей России по версии журнала Forbes с состоянием в 340 млн долларов. Источник — стоимость доли в НК «Юкос» и доходы, связанные с нефтяным бизнесом.
Награждён орденом Трудового Красного Знамени, орденом «Знак Почёта», медалью «За освоение недр и развитие нефтегазового комплекса Западной Сибири». Почётный гражданин города Муравленко.

## Политическая деятельность
Муравленко является депутатом Госдумы от фракции КПРФ. Размер его доходов становился объектом критики со стороны ряда СМИ и деятелей оппозиционного движения.
В 2002 году Муравленко заработал более 340 млн руб., его сбережения в девяти банках составили 1,5 млрд руб. Отвечая на критику, Геннадий Зюганов заявил:

Если в компартию идут предприниматели, значит, все многолетние пропагандистские байки о том, что, мол, КПРФ — это партия неудачников, партия проигравших, ломаного гроша не стоят, значит, и в нынешней России есть свои Саввы Морозовы. Значит, даже состоятельным людям надоел ельцинско-путинский беспредел с его коррумпированными оборотнями в органах госвласти. Значит, даже удачливые предприниматели готовы претворять в жизнь общедемократические, национально-освободительные программные принципы КПРФ.

В 2007 году Муравленко вновь участвовал в выборах в Госдуму по списку КПРФ в Белгородской области. Согласно информации, представляемой кандидатами в ЦИК, доходы Муравленко за 2006 год составили 494 млн руб. Муравленко также располагает банковскими вкладами на сумму более 2,5 млрд руб., акциями 37 компаний, двумя земельными участками (9222 и 18110 кв. м.). Кроме того, в декларации указаны автомобили Porsche Cayenne S 2007 года выпуска и Maybach-57 2003 года выпуска (стоимость доходит до 500 тыс. евро)
Секретарь ЦК КПРФ В. Рашкин, выступая в защиту Муравленко, заявил:
Муравленко никогда не отступал от программы Компартии. Поддерживал все её антикапиталистические инициативы, акции, законопроекты и программные положения.
В 2008 году на выборах Президента России поддержал кандидатуру Геннадия Зюганова:
Единственный реальный оппонент у властей — это Зюганов. Поэтому работа всей административной машины и направлена против него. Как бы развивалась Россия под руководством Геннадия Андреевича? Я уверен — успешно… Я довольно давно и хорошо знаю Геннадия Андреевича, и уверяю вас, что он один из очень немногих глубоко порядочных политиков. Его слова не расходятся с делом. И он говорит только то, что в состоянии сделать.

## Семья
Жена — Нина Львовна Муравленко. Имеет двух дочерей — Марию и Викторию. Внуки — Екатерина, Роман и Анастасия.
Библиофил, любит детективы.
Курил больше 40 лет, но бросил курить.